# Bethylus latus
Bethylus latus é uma espécie de insetos himenópteros, mais especificamente de vespas aculeadas pertencente à família Bethylidae.
A autoridade científica da espécie é Wollaston, tendo sido descrita no ano de 1858.
Trata-se de uma espécie presente no território português.